# 下九沢
下九沢（しもくざわ）は、神奈川県相模原市緑区及び中央区の地名である。住居表示未実施区域。

## 地理
神奈川県相模原市中央区の西部から緑区の東部に位置する。

### 河川
- 鳩川

### 地価
住宅地の地価は、2023年（令和5年）1月1日の公示地価によれば、緑区下九沢字中宮1868番13の地点で9万8800円/m2となっている。

## 歴史

### 沿革
- 1871年（明治4年）11月14日 - 府県統合により神奈川県に編入。
- 1954年（昭和29年）11月20日 - 相模原町が市制施行、相模原市となる。
- 2010年（平成22年）4月1日 - 相模原市が政令指定都市に移行。

## 世帯数と人口
2020年（令和2年）10月1日現在（国勢調査）の世帯数と人口（総務省調べ）は以下の通りである。
| 区・大字     | 世帯数    | 人口     |
| ------------ | --------- | -------- |
| 中央区下九沢 | 1,707世帯 | 4,019人  |
| 緑区下九沢   | 6,702世帯 | 16,020人 |
| 計           | 8,409世帯 | 20,039人 |

### 人口の変遷
国勢調査による人口の推移。
| 年                 | 人口   |
| ------------------ | ------ |
| 1995年（平成7年）  | 18,191 |
| 2000年（平成12年） | 18,296 |
| 2005年（平成17年） | 17,939 |
| 2010年（平成22年） | 18,599 |
| 2015年（平成27年） | 19,679 |
| 2020年（令和2年）  | 20,039 |

### 世帯数の変遷
国勢調査による世帯数の推移。
| 年                 | 世帯数 |
| ------------------ | ------ |
| 1995年（平成7年）  | 6,247  |
| 2000年（平成12年） | 6,715  |
| 2005年（平成17年） | 6,796  |
| 2010年（平成22年） | 7,311  |
| 2015年（平成27年） | 8,038  |
| 2020年（令和2年）  | 8,409  |

## 事業所
2021年（令和3年）現在の経済センサス調査による事業所数と従業員数は以下の通りである。
| 大字         | 事業所数  | 従業員数 |
| ------------ | --------- | -------- |
| 中央区下九沢 | 127事業所 | 2,796人  |
| 緑区下九沢   | 413事業所 | 4,445人  |
| 計           | 540事業所 | 7,241人  |

### 事業者数の変遷
経済センサスによる事業所数の推移。なお、中央区と緑区の地域の合算である。
| 年                 | 事業者数 |
| ------------------ | -------- |
| 2016年（平成28年） | 535      |
| 2021年（令和3年）  | 540      |

### 従業員数の変遷
経済センサスによる従業員数の推移。なお、中央区と緑区の地域の合算である。
| 年                 | 従業員数 |
| ------------------ | -------- |
| 2016年（平成28年） | 6,497    |
| 2021年（令和3年）  | 7,241    |

## 神社・寺院
- 八坂神社
- 御嶽神社
- 横山稲荷神社

## 公園・施設

### 公園
- 相模原北公園
  - 相模原北公園スポーツ広場
  - 相模原市立北総合体育館

### 施設
- 相模原北清掃工場
- LCA国際小学校北の丘センター
- 下九沢分水地
- 相模原市立作の口小学校
- 相模原市立内出中学校
- 上中ノ原団地
- 大沢団地
- 下九沢団地
- 八坂神社
- 御嶽神社
- 横山稲荷神社

## 交通

### 道路
- 国道129号
- 神奈川県道63号相模原大磯線
- 神奈川県道508号厚木城山線

## 学校・教育

### 幼稚園・保育園
- あかね幼稚園
- てるて幼稚園
- むくどり風の丘こども園
- むくどりこども園

### 小学校
- 相模原市立作の口小学校

### 中学校
- 相模原市立内出中学校

## 産業

### 工業
- 日本電気相模原事業所

### 商業
- スーパー公正屋 下九沢店
- 業務スーパー 橋本店
- ヤオコー 相模原下九沢店
- オーケー 下九沢店
- ina21 相模原下九沢店
- セブンイレブン 相模原中ノ原店
- セブンイレブン 相模原塚場店
- セブンイレブン 相模原宮之上店
- セブンイレブン 相模原あじさい通り店
- ファミリーマート 相模原下九沢店
- ファミリーマート 作の口小学校前
- ローソンストア100 相模原中ノ原店
- ローソンストア100 下九沢竹ノ内店
- ローソン・スリーエフ 南橋本店
- 相模・下九沢温泉 湯楽の里
- クリエイトSD 新相模原下九沢店
- ウェルパーク 相模原下九沢店
- はま寿司 相模原下九沢店
- ガスト 相模原下九沢店
- ほっともっと 下九沢店
- ホルモン市場 下九沢店
- ピザーラ橋本下九沢店
- からやま 南橋本店

## その他

### 日本郵便
- 各区の郵便番号、郵便局[16]は、以下の通りである。

| 区     | 郵便番号 | 郵便局       |
| ------ | -------- | ------------ |
| 中央区 | 252-0254 | 相模原郵便局 |
| 緑区   | 252-0134 | 橋本郵便局   |